# Halowe Mistrzostwa Świata w Lekkoatletyce 2003 – skok w dal mężczyzn
Skok w dal mężczyzn – jedna z konkurencji rozgrywanych podczas halowych mistrzostw świata w lekkoatletyce w 2003. Kwalifikacje odbyły się 14 marca, a finał został rozegrany 15 marca.
Do kwalifikacji zgłoszonych zostało 16 zawodników z 11 państw.
Zawody w tej konkurencji wygrał reprezentant Stanów Zjednoczonych Dwight Phillips. Drugą pozycję zajął zawodnik z Hiszpanii Yago Lamela, trzecią zaś reprezentujący kraj triumfatora Miguel Pate.

## Wyniki

### Kwalifikacje
Źródło: 
Grupa A
| Miejsce | Zawodnik              | Państwo         | Podejście | Podejście | Podejście | Wynik | Uwagi |
| Miejsce | Zawodnik              | Państwo         | #1        | #2        | #3        | Wynik | Uwagi |
| ------- | --------------------- | --------------- | --------- | --------- | --------- | ----- | ----- |
| 1.      | Petyr Daczew          | Bułgaria        | 7,76      | 7,98      | X         | 7,98  |       |
| 2.      | Luis Felipe Méliz     | Kuba            | 7,75      | 7,84      | X         | 7,84  | SB    |
| 3.      | Siniša Ergotić        | Chorwacja       | 7,76      | 7,59      | 7,83      | 7,83  |       |
| 4.      | Raúl Fernández        | Hiszpania       | X         | 7,80      | 7,68      | 7,80  |       |
| 5.      | Christopher Tomlinson | Wielka Brytania | 7,56      | 7,61      | 7,73      | 7,73  |       |
| 6.      | Yoelmis Pacheco       | Kuba            | 7,48      | X         | 7,71      | 7,71  | PB    |
| 7.      | Li Dalong             | Chiny           | 7,57      | 7,56      | X         | 7,57  |       |
| 8.      | Lao Jianfeng          | Chiny           | X         | 7,46      | 7,36      | 7,46  |       |

Grupa B
| Miejsce | Zawodnik          | Państwo           | Podejście | Podejście | Podejście | Wynik | Uwagi |
| Miejsce | Zawodnik          | Państwo           | #1        | #2        | #3        | Wynik | Uwagi |
| ------- | ----------------- | ----------------- | --------- | --------- | --------- | ----- | ----- |
| 1.      | Yago Lamela       | Hiszpania         | 8,12      | –         | –         | 8,12  |       |
| 2.      | Wołodymyr Ziuskow | Ukraina           | 7,94      | 7,92      | 7,97      | 7,97  |       |
| 3.      | Miguel Pate       | Stany Zjednoczone | 7,82      | 7,96      | –         | 7,96  |       |
| 4.      | Dwight Phillips   | Stany Zjednoczone | 7,95      | 7,85      | –         | 7,95  |       |
| 5.      | Salim Sdiri       | Francja           | 7,61      | 7,93      | 7,92      | 7,93  |       |
| 6.      | James Beckford    | Jamajka           | 7,40      | 7,57      | 7,74      | 7,74  |       |
| 7.      | Wałerij Wasyliew  | Ukraina           | 7,55      | –         | –         | 7,55  |       |
| –       | Bogdan Țăruș      | Rumunia           | 7,87      | 7,84      | 7,71      | 7,87  |       |

### Finał
Źródło: 
| Miejsce | Zawodnik          | Państwo           | Podejście | Podejście | Podejście | Podejście | Podejście | Podejście | Wynik | Uwagi |
| Miejsce | Zawodnik          | Państwo           | #1        | #2        | #3        | #4        | #5        | #6        | Wynik | Uwagi |
| ------- | ----------------- | ----------------- | --------- | --------- | --------- | --------- | --------- | --------- | ----- | ----- |
| 01 !    | Dwight Phillips   | Stany Zjednoczone | 7,97      | 8,23      | 8,14      | X         | X         | 8,29      | 8,29  | PB    |
| 02 !    | Yago Lamela       | Hiszpania         | 7,99      | 8,13      | X         | 8,20      | 8,11      | 8,28      | 8,28  |       |
| 03 !    | Miguel Pate       | Stany Zjednoczone | X         | X         | X         | 8,04      | X         | 8,21      | 8,21  |       |
| 4.      | Luis Felipe Méliz | Kuba              | 8,01      | X         | X         | X         | X         | X         | 8,01  | SB    |
| 5.      | Wołodymyr Ziuskow | Ukraina           | 7,93      | 8,00      | X         | 7,88      | 7,98      | X         | 8,00  |       |
| 6.      | Petyr Daczew      | Bułgaria          | X         | X         | X         | X         | 7,63      | 7,79      | 7,79  |       |
| 7.      | Salim Sdiri       | Francja           | X         | 6,33      | 7,63      | X         | X         | X         | 7,63  |       |
| –       | Bogdan Țăruș      | Rumunia           | 7,83      | X         | X         | X         | 7,96      | 7,97      | 7,97  |       |